# Fayette (Misisipi)
Fayette es una ciudad del condado de Jefferson, Misisipi, Estados Unidos. Según el censo de 2000 tenía una población de 2242 habitantes.

## Demografía
Según el censo de 2000, había 2.242 personas, 775 hogares y 543 familias residiendo en la localidad. La densidad de población era de 733,6 hab./km². Había 843 viviendas con una densidad media de 275,8 viviendas/km². El 1,92% de los habitantes eran blancos, el 97,37% afroamericanos, el 0,09% amerindios, el 0,22% asiáticos, el 0,00% isleños del Pacífico y el 0,40% pertenecía a dos o más razas. El 0,62% de la población eran hispanos o latinos de cualquier raza.
Según el censo, de los 775 hogares en el 39,6% había menores de 18 años, el 24,4% pertenecía a parejas casadas, el 40,3% tenía a una mujer como cabeza de familia, y el 29,9% no eran familias. El 27,2% de los hogares estaba compuesto por un único individuo, y el 9,8% pertenecía a alguien mayor de 65 años viviendo solo. El tamaño promedio de los hogares era de 2,82 personas, y el de las familias de 3,46.
La población estaba distribuida en un 34,2% de habitantes menores de 18 años, un 12,6% entre 18 y 24 años, un 25,6% de 25 a 44, un 17,2% de 45 a 64, y un 10,4% de 65 años o mayores. La media de edad era 28 años. Por cada 100 mujeres había 75,6 hombres. Por cada 100 mujeres de 18 años o más, había 69,1 hombres.
Los ingresos medios por hogar en la localidad eran de 13.564 dólares ($), y los ingresos medios por familia eran 16.875 $. Los hombres tenían unos ingresos medios de 20.500 $ frente a los 17.011 $ para las mujeres. La renta per cápita para la ciudad era de 8.101 $. El 48,2% de la población y el 44,4% de las familias estaban por debajo del umbral de pobreza. El 58,8% de los menores de 18 años y el 38,2% de los habitantes de 65 años o más vivían por debajo del umbral de pobreza.

## Geografía
Según la Oficina del Censo de los Estados Unidos, la localidad tiene un área total de 3,1 km², todos ellos correspondientes a tierra firme.